# 林 (密西西比州)
林是位於美國密西西比州森弗勞爾縣的非建制地區。

## 歷史
林的郵局於1898年設立，其後於1919年停運。

## 地理
林所處的海拔為高於海平面41米（即135英呎），而該地所採用的時區為UTC-6，即北美中部時區（CST）。同時該地設有夏令時間，為UTC-6調快一小時，即UTC-5（CDT）。